# Фахралы
Фахралы — село в административно-территориальной единице Геранбойского района Азербайджанской Республики.

## История
Фахрали расположено на Гянджа-Газахской равнине. Согласно источникам, поселение было основано переселенцами из села Фахрали в Борчалинском районе Грузии в связи с политическими событиями XVIII века. На азербайджанском фахралы означает «умный, знающий и образованный».

## Население
По данным переписи 2009 года, в селе проживает 2710 жителей.

## Известные личности
- Ягуб Эфендиев — основатель Фахралинской средней школы. Лауреат ордена «Ленин».
- Курбан Курбанов (Ибрагим оглы) — ведущий специалист по сельскому хозяйству в Азербайджане. Лауреат Ордена Красного Трудового Знамении
- Башир Мусазаде — ведущий специалист по сельскому хозяйству в Азербайджане. Пенсионер союзного значения (1968). Герой Социалистического Труда (1948).
- Рафил Иманов — математик и педагог, заслуженный учитель Азербайджана.
- Рахиб Мустафаев — кандидат философских наук.
- Аловсат Садыгов — кандидат биологических наук.
- Афаддин Хамидов — кандидат экономических наук.
- Камиль Ибрагимов (Джалал оглы) — кандидат технических наук.
- Фирдовси Мамедов — врач-невролог, поэт-публицист, член Союза писателей Азербайджана.
- Шукур Мехтиев — полковник милиции.

## Шехиды
- Теймур Садыгов (шехид)
- Юсиф Косаев
- Яшар Рагимов
- Рамин Ахмедов (шехид)